# Nørregaards Teater
Nørregaards Teater var indtil 2011 udelukkende et turnéteater, men er nu også fast bosiddende på Filosofgangen 19 og Risingsvej 122 i Odense.Teatret opfører børne- og ungdomsteater som spænder fra klassisk teater til mere abstrakt og visuelt teater med f.eks. marionetdukker eller menneskestore hånddukker. 
Teatret er stiftet i 1992 af Hans Nørregaard, Claus Reiche og Carsten Wittrock, og har op gennem årene oparbejdet en yderst stor ekspertise inden for teaterproduktion og turnévirksomhed i både indland og udland.
Teatret er i dag et lille storbyteater i Odense Kommune. Teatret er, målt i antal opførelser og produktioner, et af landets største børne- og ungdomsteatre med mere end 300 stationære opførelser i Odense og derudover et stort antal turneforestillinger pr. sæson.

## Ekstern henvisning
- Teatrets websted

| Kunst og kultur | Spire Denne artikel om scenekunst og teater er en spire som bør udbygges. Du er velkommen til at hjælpe Wikipedia ved at udvide den. |

|  | Denne artikel kan blive bedre, hvis der indsættes geografiske koordinater Denne artikel omhandler et emne, som har en geografisk lokation. Du kan hjælpe ved at indsætte koordinater i wikidata. |